# Неофіт (Паскалев)
Неофіт Паскалев (при народж. Наум Паскальов (Пасков); 4 січня 1870, Охрид, Османська імперія — 7 січня 1938, Софія, Болгарія) — вищий болгарський священик і громадський діяч, митрополит Болгарської єпархії у Скоп'є з 1910 по 1913 рр. і з 1915 по 1918 рр.

## Біографія

### Освіта та викладання у Скоп'є

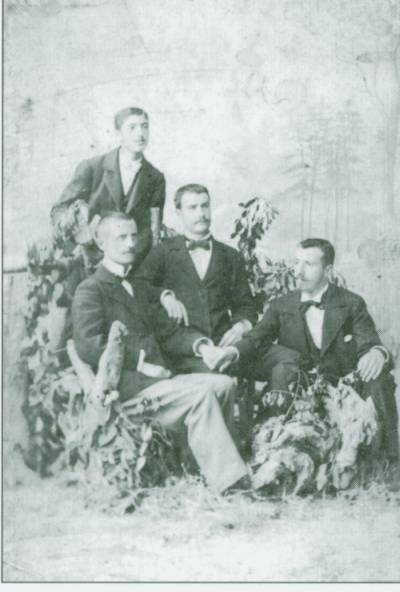
Вчителі зі Скопської педагогічної школи — Тодор Паскальов, Христо Ніколов, диякон Неофіт Пасков, Коста Ніколов. Скоп'є, 7 липня 1900

Народився Наум Паскальов (Пасков) 4 січня 1870 року в Охриді, тоді — в Османській імперії, в сім'ї Паскаля і Марії. Рано осиротів. Навчався в рідному місті, а пізніше в болгарській школі священства в Едирне за підтримки Студентського товариства «Св. Климента» в Охриді. Там, наприкінці 1889 року, пострижений у чернецтво з ім'ям Неофіт. У 1890 він був рукоположений в сан ієродиякона. Служив дияконом разом з митрополитом Синесієм Охридським. 
У 1891 Екзарх Йосиф I болгарський відправив його в Російську імперію, щоб на навчання в Московську духовну академію, яку Неофіт закінчує в 1897. Мав намір продовжити навчання в Московській академії наук, але оскільки Екзархат потребував підготовлених вчителів, його викликали до Македонії і в серпні Неофіт повернувся на болгарські землі. Він був посланий вчителем церковної історії в Болгарське педагогічне училище в Скоп'є Неофіт викладав з 1897 по 1899. У Скоп'є Неофіт показав себе прекрасним педагогом і співпрацював з митрополитом Синесієм, який тимчасово обіймав катедру у Скоп'є. У 1899 Неофіт був призначений дияконом і чинушею Екзархату в Стамбулі.

### Намісник в Дойрані, Кукуші та Салоніках

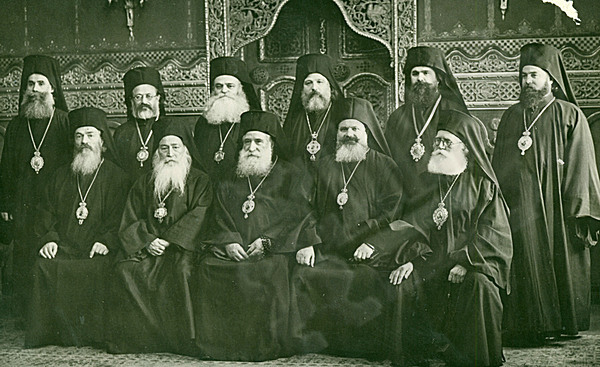
Зліва направо сидять: митрополити Неофіт Скопський, Максим Пловдивський, Неофіт Відинський, екзарх Стефан I Болгарський і митрополит Іларіон Сливенський ; зліва направо: митрополити Борис Неврокопський, Михайло Доростольський і Червенський, Паїсій Врачанський, Софроній Тарновський і єпископ Кирило Стобійський, головний секретар Священного Синоду, 1937

6 серпня 1900 екзарх Йосиф призначив Паскалева ієромонахом і призначив його головою болгарської церковно-шкільної спільноти (архієрейським намісником) в Дойрані. Дойран зіштовхнувся з болгарським єпископом Партенієм Поленінським, який бореться з усіма болгарами. Неофіту вдається звести нову будівлю для болгарської школи і повернути болгарам міську церкву Святого Іллі.
У 1901 був призначений головою болгарської громади Кукуш. У Кукуші Неофіт глибоко засмутився фактом побиття і арештів під час розгляду справи щодо Солунської афери — вся церковна шкільна рада на чолі з колишнім помічником Антімом Варбановим перебувала у в'язниці, а критський каймамамін був сильно налаштований антиболгарськи. З цього випливала уніатська пропаганда, яку очолив єпископ Кукуші Епіфаній Шанов, що активізував свою діяльність. Протягом трьох років ієромонах Неофіт зумів протидіяти поширенню уніатської пропаганди і звів храми до старої кількості.
1903 року преподобний Неофіт вирушив у Салоніки, щоб очолити болгарську громаду і після вибуху в Солунського та Іллінденського повстання, знову застає болгарську церкву-шкільну справу зруйнованою — церкви закриті, учителі, священики і довірені настоятелі вбиті, або впокорені. Влада Хасана Фехмі-паші категорично відмовляється дозволити відкриття закритих болгарських навчальних закладів, а у вересні 1904 року спадкоємець трону Рауф паша забороняє будь-кому скаржитися і приймати людей з провінції. Неофіт направляє всі делегації безпосередньо до генерального інспектора Македонії Хусейна Хільмі Паші і до двох його комісарів Ніколая Демерика і Генріха Мюллера. Хільмі Паша наказує, щоб усі прохання проходили повз громаду і подавалися болгарською мовою лише в трьох примірниках. Неофіт свідчить перед європейською інспекцією про турецьке свавілля над болгарами в Македонії. Як керуючому єпархією в Салоніках, де він залишався до 1907 року, Неофіту вдалося стабілізувати болгарську справу.

Лист ієромонаха Неофіта - Настоятеля Солунської болгарської церковної громади до Екзарха Йосифа I про необхідність створення болгарської церкви в Салоніках
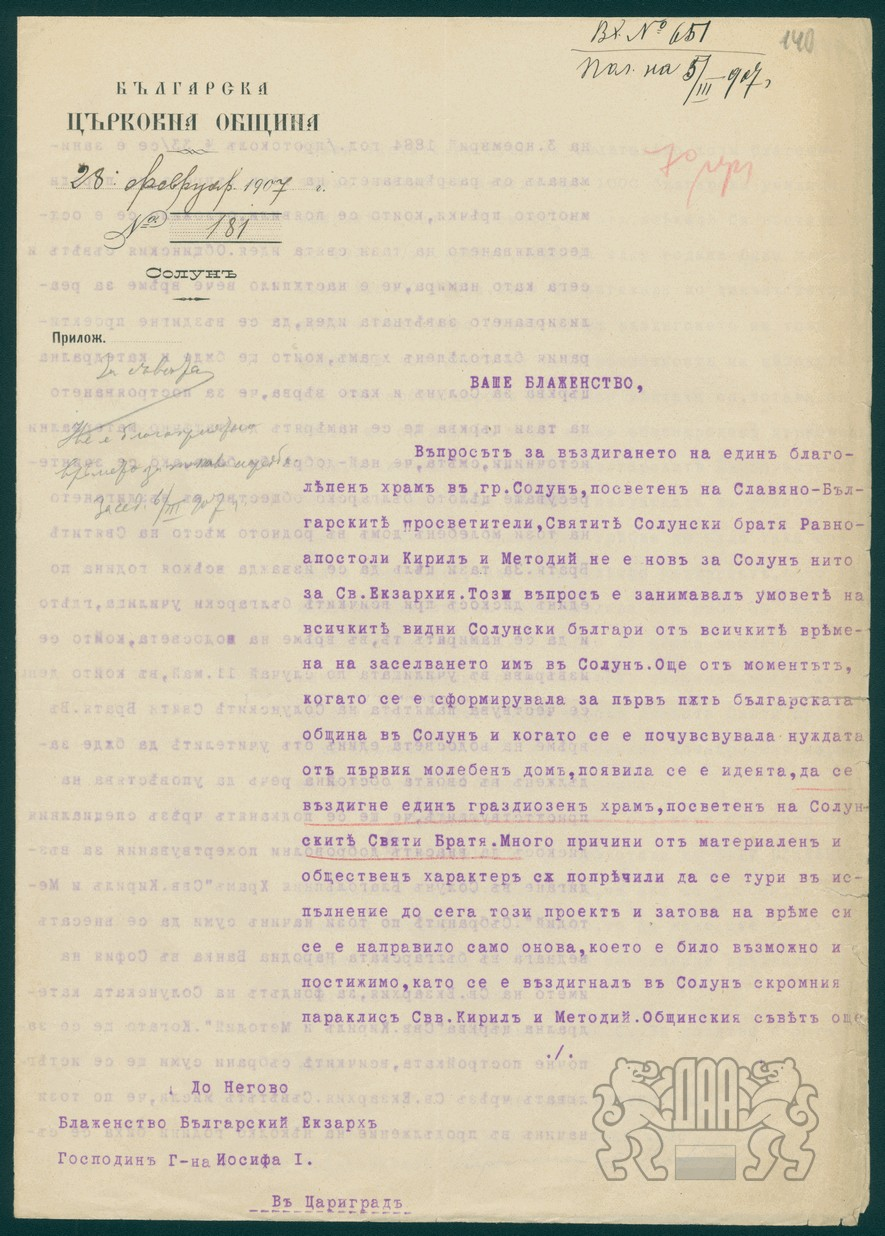
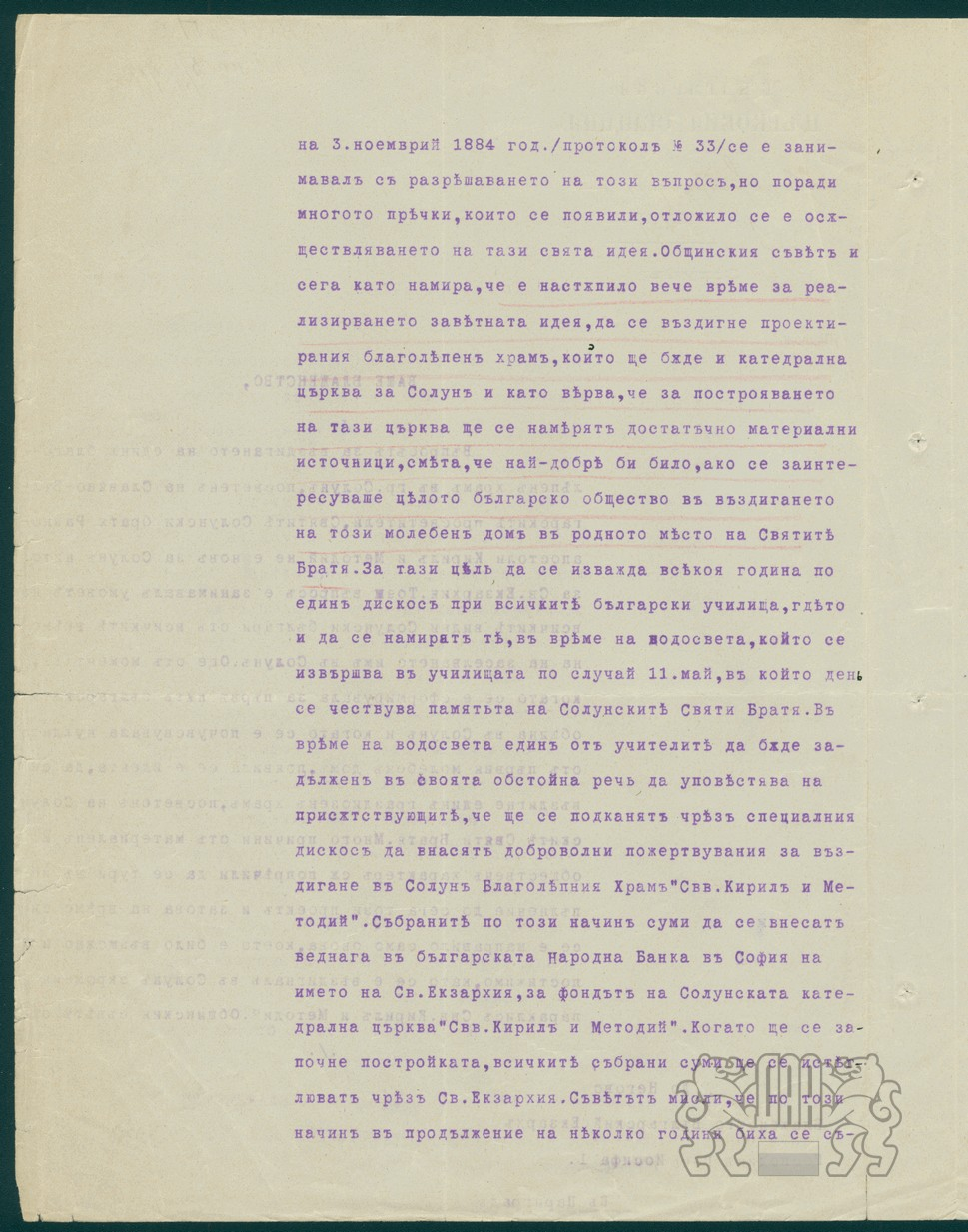
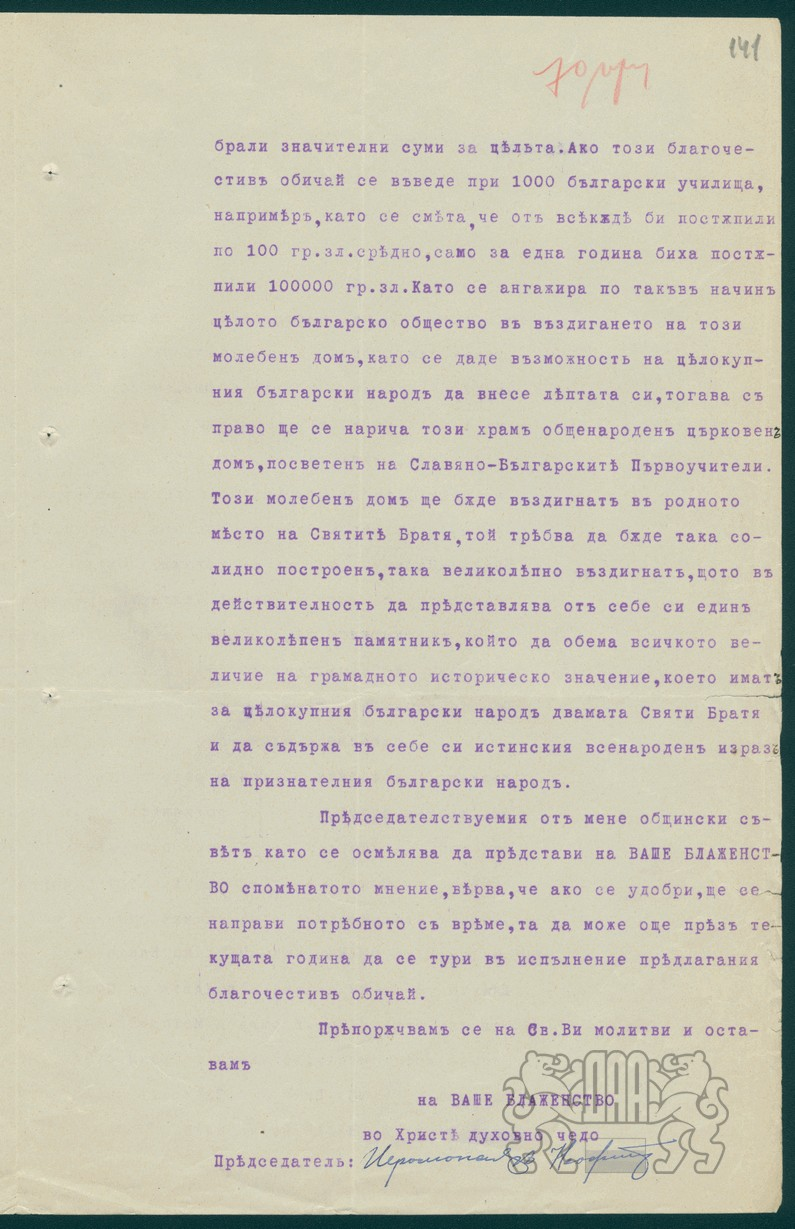

У 1907 р. за рішенням Священного Синоду Екзархату Неофіт був зведений в сан архімандрита. 7 грудня 1908 призначений єпископом з титулом Брегальниський і вікарієм митрополита Скопської єпархії Сінесія. З лютого по липень 1910 Неофіт Брегальниський керував Охридською єпархією, після смерті її очільника Методія.
20 червня 1910 єпископ Неофіт Брегальницький був канонічно затверджений митрополитом Скопським. Не був схвалений Революційною організацією ВМОРО, оскільки виконував лише накази з Екзархату, а у квітні з питання екзарха Йосипа зустрівся з Хрістом Татарчевим, якому Екзарх пояснив, що це єдина придатна кандидатура. Скопський митрополит Неофіта активно бореться із сербською пропагандою. Неофіт залишив канцелярську роботу протосинкела і архімандрита і сам почав постійно подорожувати своєю єпархією, щоб зрозуміти проблеми населення. У перший рік його архиєрейства були освячені храми «Святого Ніколая» в Баліному Долі, «Лешніца» в Чайле, «Святий Нікола» в Печково і «Святого Іллі» у Вінічкаті. Митрополиту Неофіту вдається протидіяти спробам влади взяти Карпінський монастир у екзархістів. Водночас, Неофіт налаштовує частину болгарської громади проти себе. Під час Балканської війни в 1912 захищає болгарське населення від відступаючих османських військ.
10 квітня 1913 р. Неофіт послання до російського царя Миколи II за знущання сербського і грецького війська над болгарським населенням в окупованій Македонії. Після початку Другої Балканської війни 1913 нова сербська влада заарештувала і вислала його в Болгарію.

### Після Другої Болгарської війни

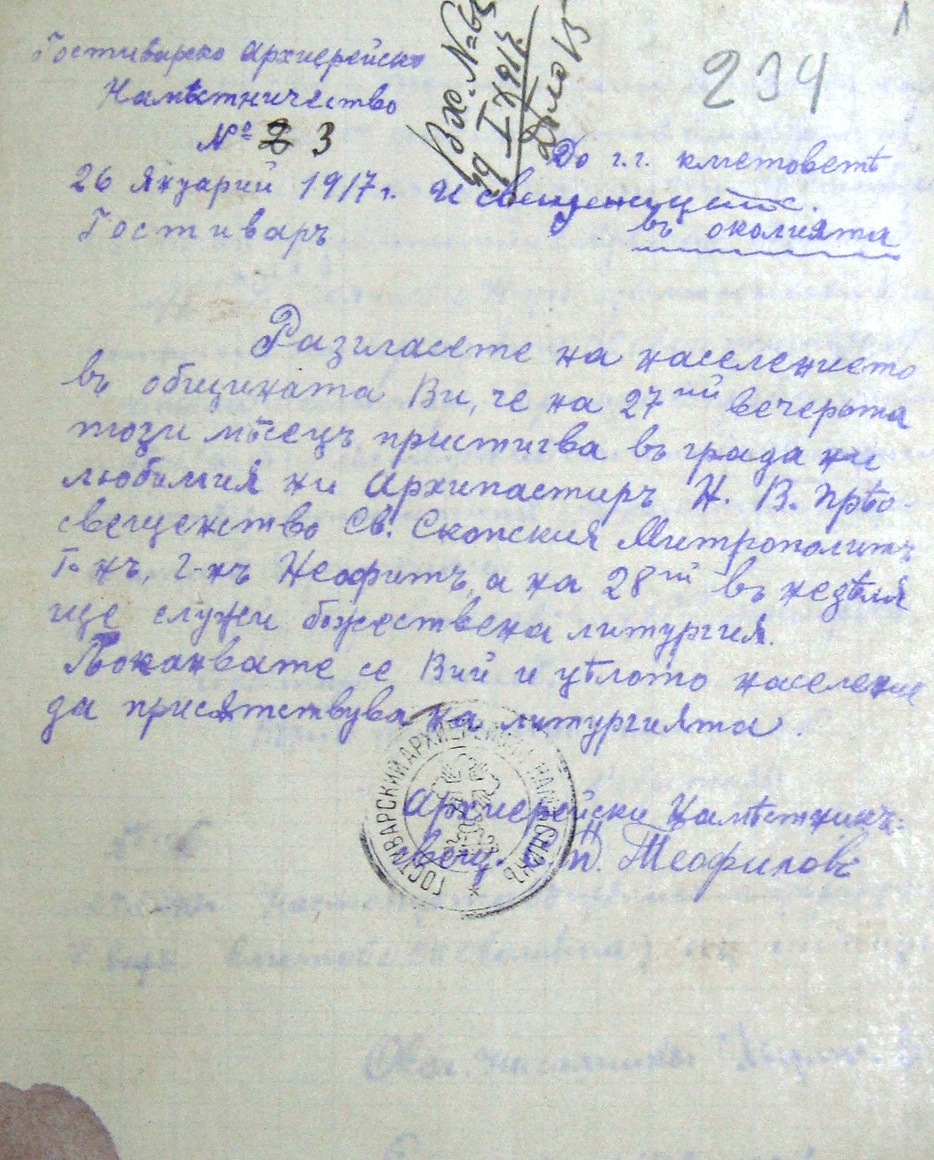
Послання болгарського архієпископа в Гостиварі Сави Поліфілова про те, що єпископ Неофіт прибуде до міста 26 січня 1917.

Екзархат довіряє Неофіту управління Одринською єпархією. Неофіт прибув до Едірне 29 березня 1914.
Після звільнення Скоп'є під час Першої світової війни Неофіт повернувся на митрополичий трон, та після закінчення війни 1918 сербська влада остаточно вигнала його.
З кінця 1918 року митрополит Неофіт керував Струмицькою єпархією, яку залишив до 1919, коли сербські війська зайняли передане Королівству сербів, хорватів і словенців Струмишко.
Неофіт Скопський брав активну участь у Архієрейському соборі, що проходив у Софії з 2 по 20 грудня 1920, з метою підготовки Другого Церковно-Народного собору.
У 1925 призначений керуючим Лозенградською єпархією, а з травня 1932 був також керуючим приєднаної Одринської єпархії, яку залишив до 1937 року.
Помер 7 січня 1938 у своїй віллі «Изгнание» недалеко від Софії. Похований на Центральному Софійському цвинтарі.
Вже в 1916 митрополит Неофіт створив фонд ним же створеного благодійного товариства «Милосърдие» і після своєї смерті заповів все своє майно Святому Синоду, Скопському благодійному братству, жіночому товариству «Екатерина Симидчиева» та пастві Охрида.

Солдати додаткового македонського полку складають присягу митрополиту Неофіту Скопському, 1916 р.
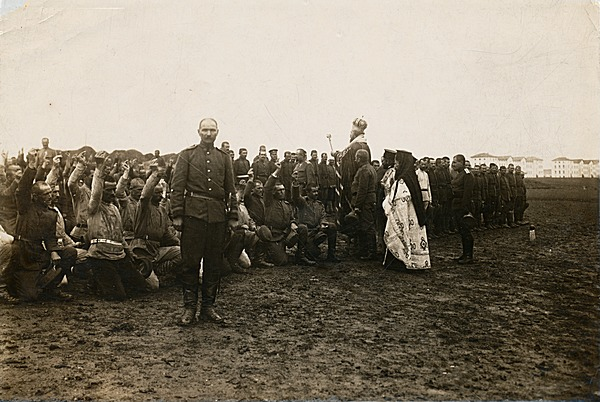
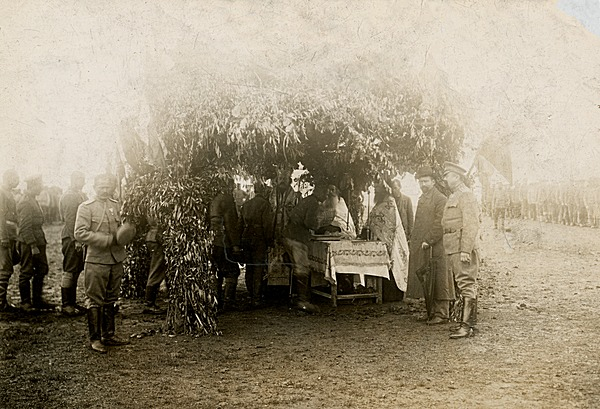
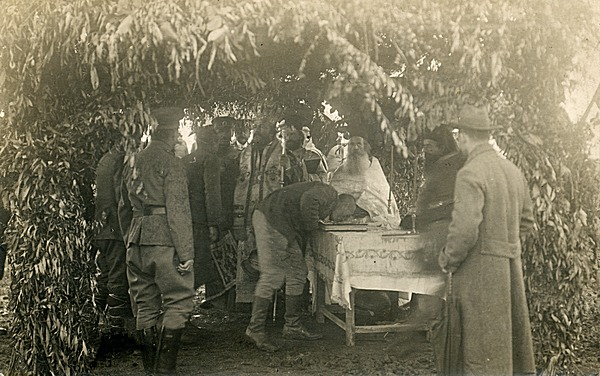